# Mateo Telechea
Mateo Telechea Rodríguez (Montevideo, 2 novembre 2005) è un calciatore uruguaiano, attaccante del Liverpool (M).

## Carriera
Cresciuto nel settore giovanile del Liverpool (M), il 31 gennaio 2025 ha firmato il suo primo contratto professionistico ed il giorno successivo ha debuttato in prima squadra nell'incontro di prima divisione uruguaiana pareggiato 1-1 contro il Danubio.

## Statistiche

### Presenze e reti nei club
Statistiche aggiornate al 7 luglio 2025.
| Stagione        | Squadra         | Campionato      | Campionato | Campionato | Coppe nazionali | Coppe nazionali | Coppe nazionali | Coppe continentali | Coppe continentali | Coppe continentali | Altre coppe | Altre coppe | Altre coppe | Totale | Totale | Totale |
| Stagione        | Squadra         | Comp            | Pres       | Reti       | Comp            | Pres            | Reti            | Comp               | Pres               | Reti               | Comp        | Pres        | Reti        | Pres   | Reti   |        |
| --------------- | --------------- | --------------- | ---------- | ---------- | --------------- | --------------- | --------------- | ------------------ | ------------------ | ------------------ | ----------- | ----------- | ----------- | ------ | ------ | ------ |
| 2025            | Liverpool (M)   | PD              | 7          | 0          | CU              | 0               | 0               | -                  | -                  | -                  | -           | -           | -           | 7      | 0      |        |
| Totale carriera | Totale carriera | Totale carriera | 7          | 0          |                 | 0               | 0               |                    | 0                  | 0                  |             | -           | -           | 7      | 0      |        |